# Aegolipton gracile
Aegolipton gracile är en skalbaggsart som beskrevs av Komiya 2005. Aegolipton gracile ingår i släktet Aegolipton och familjen långhorningar. Inga underarter finns listade i Catalogue of Life.